# José Daniel Valencia
José Daniel Valencia (3 de outubro de 1955) é um ex-futebolista argentino. Foi campeão do mundo pela seleção de seu país na Copa do Mundo FIFA de 1978, celebrizando-se no exterior como um dos jogadores que ocuparam uma das vagas aguardadas para Diego Maradona como meia-armador.
Apesar da concorrência, ele e Maradona consolidaram grande relação pessoal: tão logo foi retirado da convocação, Diego declarara que a escolha por Valencia havia sido justa, pelo colega estar em melhor fase, e veio a ser padrinho de uma das filhas deste. Ao longo da Copa de 1978, El Rana ("A Rã", como era apelidado) perdeu a titularidade após demonstrar somente lampejos de sua qualidade, como um quase-gol desde o meio-campo sobre a França.
Recordista de partidas da Seleção Argentina como jogador do Talleres, foi qualificado por Júlio César "Uri Geller" (brasileiro que fora seu colega neste clube em 1981) como "o jogador mais inteligente" que vira, em 2011. Outro brasileiro, Cloadoaldo, o elogiou-lhe em 1977, após ser derrotado com o Santos (por 2-1),  dizendo que "esse camisa 10 poderia ter jogado no Santos da melhor época. Aquele Santos de Pelé".

## Carreira

### Início
Nascido na capital da província de Jujuy como filho do zelador do Estádio 23 de Agosto, Valencia, praticamente sem passar pelas categorias de base do Gimnasia Jujuy, estreou em 1973 no time adulto do Lobo del Norte. Naquele mesmo ano, integrou campanha vencedora do Torneio do Interior, que serviu de classificatório ao Torneio Nacional. Nele, Valencia jogou cinco vezes, com um gol, por uma campanha de penúltimo lugar em grupo com quinze times. Mas chamou atenção pela capacidade dribladora em duelos contra Talleres, Independiente e Huracán, recém-campeão do torneio anterior, e então treinado por César Luis Menotti. Contra o futuro clube, teria gerado um diálogo entre dois tallarines quando voltavam ao vestiário no intervalo: "vá buscar uma escopeta, e quando o tiveres próximo aponte na bola e a arrebente. É a única maneira".
Em 1974, o Gimnasia, tal como no ano anterior, não conseguiu vencer a liga provincial de Jujuy, mas Valencia destacou-se em 4-4 amistoso contra o Independiente multivencedor da Taça Libertadores da América. Menotti, que assumiu a Seleção Argentina, chamou-o para amistosos aos quais testou somente jogadores do anterior. Ao estrear em partida não-oficial contra Palmeiras na inauguração do Estádio Serra Dourada em 1975, El Rana tornou-se o primeiro jogador do Gimnasia Jujuy a representa-lo na Albiceleste. No mesmo ano, integrou a seleção sub-20 no título do Torneio Internacional de Toulon. Desenvolveu com Menotti uma relação de pai e filho, fator que Maradona relataria também ter peso na lista final de 1978.
Ainda em 1975, integrou o início da campanha campeã provincial do Gimnasia, rumando ao Talleres antes da volta olímpica ser dada em Jujuy, mas a tempo de faturar o campeonato cordobês daquele ano. No mesmo ano, treinado então por Adolfo Pedernera, o Talleres foi 6º colocado no Torneio Nacional, obtendo um recorde de aproveitamento de pontos — com apenas quatro derrotas em 45 jogos.
Na liga cordobesa, por sua vez, o Talleres, com Valencia, seria seguidamente campeão até 1979. O prestígio desse campeonato provincial chegava a ser maior que o do campeonato inglês para fins de atrair convocações da Seleção, levando futuramente um outro campeão mundial de 1978, Alberto Tarantini, a trocar o Birmingham City (clube que o contratara logo após a Copa de 1978) pelo próprio Talleres em 1979.

### Auge

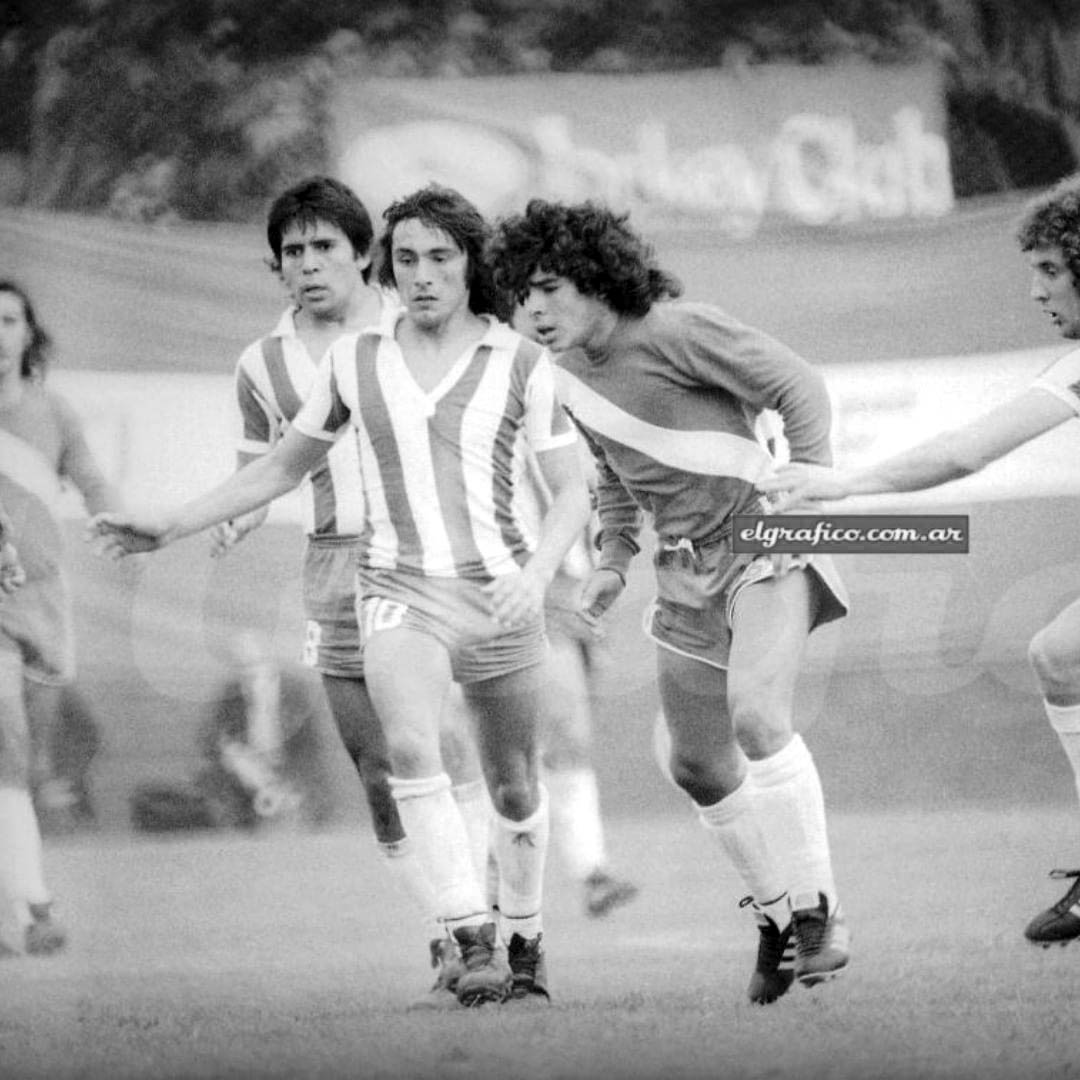
Enfrentando Diego Maradona em 1976, no jogo de estreia de Maradona no futebol adulto.

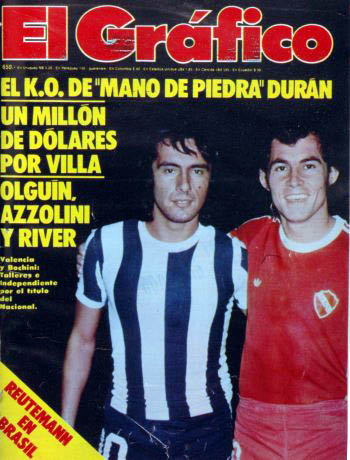
Junto a Ricardo Bochini em 1977, pelas finais do Torneio Nacional.

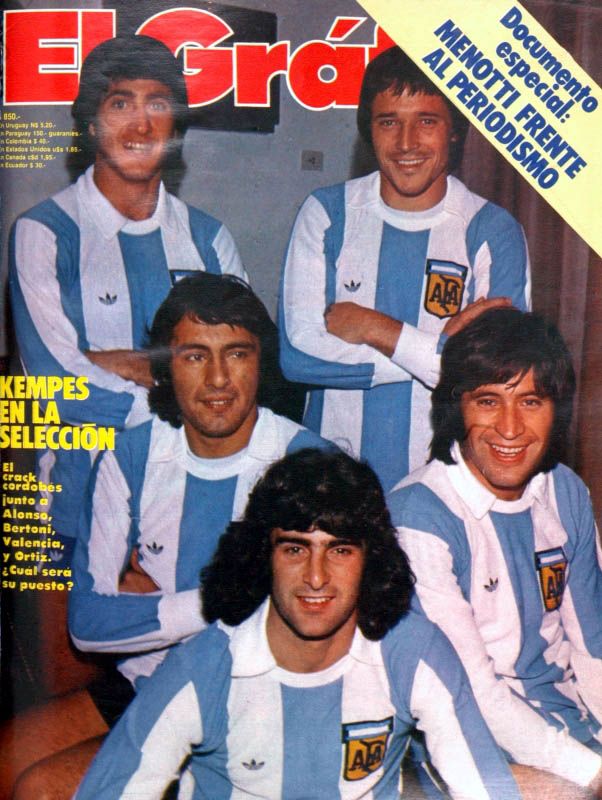
Em capa de maio de 1978 da revista El Gráfico: Norberto Alonso e Daniel Bertoni atrás, Valencia e Oscar Ortiz no meio, Mario Kempes na frente.

Em 1976, com Rubén Bravo de técnico, Valencia e o Talleres alcançaram as semifinais do Nacional, em campanha recordada também pela vitória sobre o Argentinos Juniors na partida em que Diego Maradona estreou no futebol adulto. Valencia, da sua parte, recusou proposta do Real Madrid, satisfeito em seguir atuando pelo "melhor clube do interior". A repercussão do campeonato espanhol na Argentina era baixa, de acordo com três egressos do rival Belgrano esquecidos pela Albiceleste apesar do sucesso que faziam por Barcelona (Juan Carlos Heredia e Bernardo Cos) e no próprio Real Madrid (Carlos Guerini).
Em 1977, treinado por Roberto Saporiti, o Talleres foi além: vice-campeão nacional, perdendo o título ao sofrer a sete minutos do fim o gol que premiou o Independiente, na final tida como mais dramática dos campeonatos argentinos. O gol do título foi de Ricardo Bochini, que por ironia era outro jogador prejudicado pela concorrência com Valencia na seleção; quando a final foi realizada, já em janeiro de 1978, Menotti já havia liberado uma lista de pré-convocados sem incluir Bochini, mas mantendo Valencia e Maradona. No fim, o adolescente acabou desfavorecido também por boa fase de Norberto Alonso, de convocação supostamente imposta pelos militares.
Reverenciado pela revista El Gráfico como "o primeiro violino da orquestra do Talleres", Valencia começou a Copa como meia-armador titular. Teve estreia sem ser muito notado contra a Hungria, substituído aos 30 minutos do segundo tempo precisamente por Alonso, que acabou celebrado como personagem decisivo no lance do segundo gol da vitória de virada por 2-1. Menotti manteve a titularidade com Valencia para o segundo jogo, contra a França, tendo o meia realizado sua principal jogada na Copa: um chute desde o meio-campo que quase resultou em golaço, salvo a muito custo pelo goleiro Jean-Paul Bertrand-Demanes - para impedir que a bola entrasse, este acabou chocando-se contra uma trave e lesionando-se, precisando ser substituído. O lance foi aplaudido, mas Menotti viu necessidade de novamente substituir Valencia por Alonso, aos 18 minutos do segundo tempo.
Alonso, contudo, lesionou um músculo apenas nove minutos depois de entrar e também saiu. Valencia foi mantido pelos 90 minutos da partida seguinte, mesmo com a Itália vencendo por 1-0. Menotti declarou na época que seu protegido "não foi o Valencia da série [de jogos] prévia ao Mundial. Na primeira fase, rendeu um 70% e ainda assim foi importante. Por um lado, estou satisfeito. Por outro, não; ele é muito, muitíssimo mais". Assim, o treinador ainda lhe conferiu titularidade no próximo jogo subsequente (2-0 sobre a Polônia, na segunda fase de grupos), mas foi também a última chance: após substituiu-o no intervalo por Ricardo Villa, não voltou a usar El Rana na metade final da campanha campeã. Embora exibisse seus dribles, o meia foi criticado pela falta de objetividade e optou por regressar a Jujuy de imediato após o título, mais interessado em rever familiares após cinco meses de concentração do que participar do jantar festivo oficial.
Seguindo no Talleres após a Copa, Valencia integrou nova campanha elogiada dos cordobeses no Torneio Nacional, em que La T foi semifinalista, novamente parando em um Independiente campeão. Em 1979, no ano do hexacampeonato cordobês seguido, o Talleres foi novamente líder de seu grupo no Torneio Nacional; ficou ironicamente à frente do próprio futuro campeão, o River Plate, na Zona B. A equipe de Galván terminou eliminada nas quartas-de-final pelo futuro vice, o Unión, que venceu em Santa Fe por 3–0 e avançou ao perder de apenas 2-0 em Córdoba, com seu goleiro Nery Pumpido consagrando-se ao defender um pênalti que poderia ter significado o terceiro gol cordobês.
A fase manteve Valencia na seleção mesmo com a imagem apagada que deixara no Mundial e, em sua reestreia por ela, marcou gol vistoso em empate em 2-2 com a Itália; décadas depois, relembrou o lance assim: “Não fui de fazer muitos gols, desfrutava mais a jogada prévia. Mas este gol em Dino Zoff, no Olímpico de Roma, me encanta pela pedalada dupla que fiz em um defensor da estirpe de Scirea”. As contínuas classificações aos mata-matas no Torneio Nacional fizeram com que, em 1980, o Talleres fosse então retirado da liga cordobesa para disputar em seu lugar o prestigiado Torneio Metropolitano, considerado a principal competição argentina embora até então admitisse somente clubes da Grande Buenos Aires, La Plata, Rosario e Santa Fe. Guerini, inclusive, pediu desligamento do Real Madrid para se incorporar aos alviazuis, surpreendendo os dirigentes madridistas.
Ainda reunindo a forte equipe-base da década de 1970, o Talleres foi 3º colocado naquele Metropolitano, a apenas um ponto do vice-campeão Argentinos Juniors (de Maradona). Mas, no Nacional, começou a falhar em avançar aos mata-matas.

### Veterano
Em 1981, o Talleres precisou lutar contra o rebaixamento no Metropolitano até a última rodada, ao passo que no Nacional ficou a distantes nove pontos da classificação aos mata-matas. Mesmo assim, Valencia manteve-se na seleção e, dessa vez com ele e Diego Maradona juntos, a Argentina foi à Copa do Mundo FIFA de 1982 com uma seleção considerada ainda mais forte que a de 1978. A expectativa alta, porém, tornou-se decepção com uma eliminação precoce combinada à derrota nacional na Guerra das Malvinas. Com Maradona na titularidade, Valencia foi utilizado somente na derrota para a Itália, na segunda fase de grupos.
Em 1982, o Talleres renovou o envelhecido time-base da década de 1970 após o quase-rebaixamento, mas Valencia seguiu seguidamente no clube por mais três temporadas. Na melhor delas, a de 1984, o clube treinado por Humberto Maschio voltou às semifinais do Torneio Nacional, eliminado pelo futuro campeão Ferro Carril Oeste. Em 1985, por sua vez, o time não teve tanto brilho e o ídolo acabou negociando com a LDU Quito.
Sua estadia no Equador foi curta: em 1986, voltou da LDU como recontratado pelo Talleres para o campeonato argentino de 1986-87. Deixou o clube em 1988, já sem marcar nenhum gol em vinte partidas de uma campanha encerrada em campo nos últimos lugares, mas com risco de rebaixamento afastado pelos promedios.
Valencia disputou a segunda divisão argentina de 1988-89 pelo Guaraní Antonio Franco. Em 1989, chegou a ser contratado pelo Rosario Central, mas, sem ser utilizado, seguiu carreira na Bolívia - permitindo-se, já veterano, disputar a Copa Libertadores da América.
O meia parou de jogar em 1993, realizando em 2000 um jogo festivo de despedida no Talleres, proporcionando que a torcida alviazul visse ele e Maradona juntos pelo clube.

## Títulos
Gimnasia Jujuy
- Torneio do Interior: 1973 [3]
- Campeonato Jujueño: 1975

Talleres
- Campeonato Cordobês: 1975, 1976, 1977, 1978 e 1979[3]

Seleção Argentina Sub-20
- Torneio Internacional de Toulon: 1975

Seleção Argentina
- Copa do Mundo FIFA: 1978